# Rue Étienne-Marcel
Pour l’article homonyme, voir Rue Étienne-Marcel (Bagnolet et Montreuil).
La rue Étienne-Marcel est une rue de Paris située sur la frontière entre le 1er et le 2e arrondissements.

## Situation et accès
Ce site est desservi par la station de métro Étienne Marcel.

## Origine du nom
Elle porte le nom d'Étienne Marcel, prévôt des marchands.

## Historique
Cette rue, qui a été ouverte à partir de 1858, entre le boulevard de Sébastopol et la rue Montorgueil, a fait disparaître :  
- la partie de la rue aux Ours située entre le boulevard de Sébastopol et la rue Saint-Denis ;
- la partie est de la rue Mauconseil ;
- une partie de la rue Française ;
- la Halle-aux-Cuirs qui donnait rue Mauconseil[1] ;
- le Parc-aux-Huitres qui donnait rue Montorgueil.

En 1880, elle est prolongée jusqu'aux rues Herold et d'Argout faisant disparaître :
- l'impasse de la Bouteille qui était bâtie sur le fossé de l'enceinte de Philippe Auguste[2] ;
- la partie sud de la rue de la Jussienne ;
- la rue Soly (ouverte en 1548, nommé en hommage à Antoine Soly, échevin en 1549)[3] ;
- la rue Verderet[4] ;
- la rue Pagevin, plus précisément sa section ouest, la partie est ayant été déblayée pour faire place au nouvel « Hôtel des Postes »[5].

Elle prend le nom de « rue Étienne-Marcel » en 1881.
En 1883, elle est de nouveau prolongée jusqu'à la place des Victoires faisant disparaître :
- la rue du Petit-Reposoir ;
- l'hôtel de Massiac (célèbre pour été le siège sous la Révolution du Club de l'hôtel de Massiac).

La prolongation de la rue Étienne-Marcel jusqu’au boulevard Beaumarchais a été envisagée et amorcée par l'ouverture en 1907, de la « rue Étienne-Marcel prolongée » devenue rue Roger-Verlomme et par l'élargissement côté nord de la rue de la Perle.

Les rues disparues lors du percement de la rue Étienne-Marcel, sur un plan de 1763.
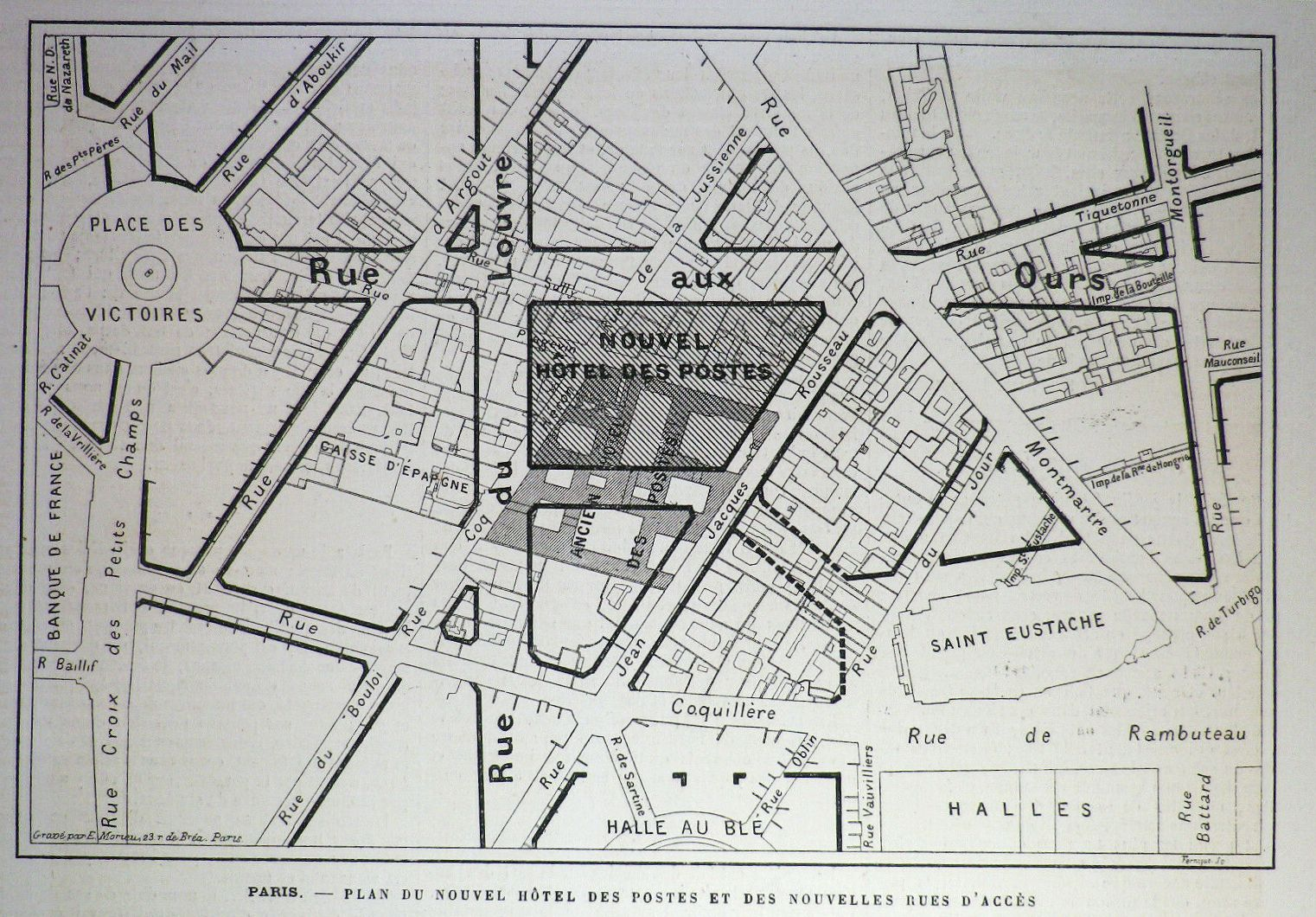
Plan du nouvel Hôtel des Postes et des nouvelles rues d'accès, 1880.
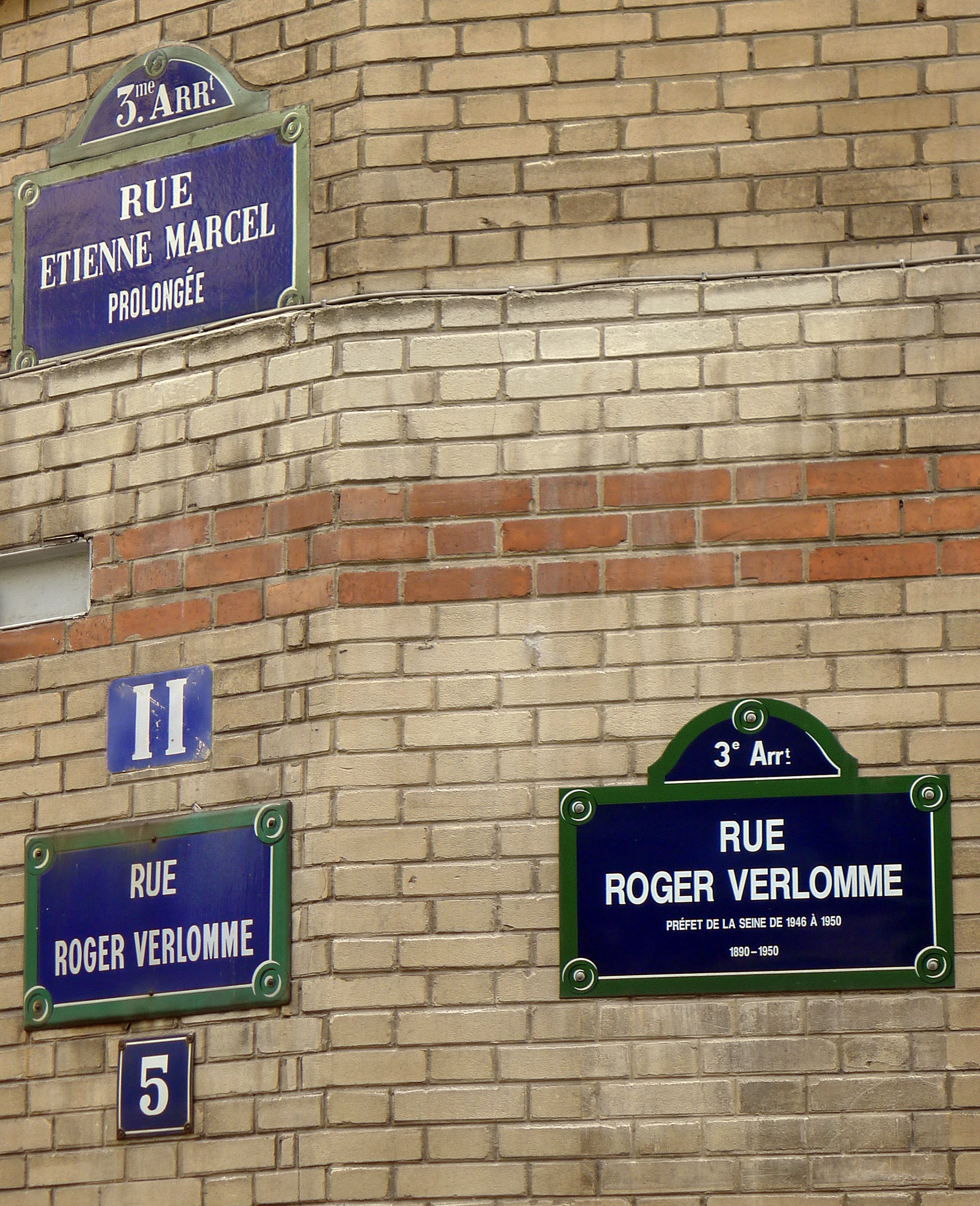
Plaque « rue Étienne-Marcel prolongée » posée dans la rue Roger-Verlomme.
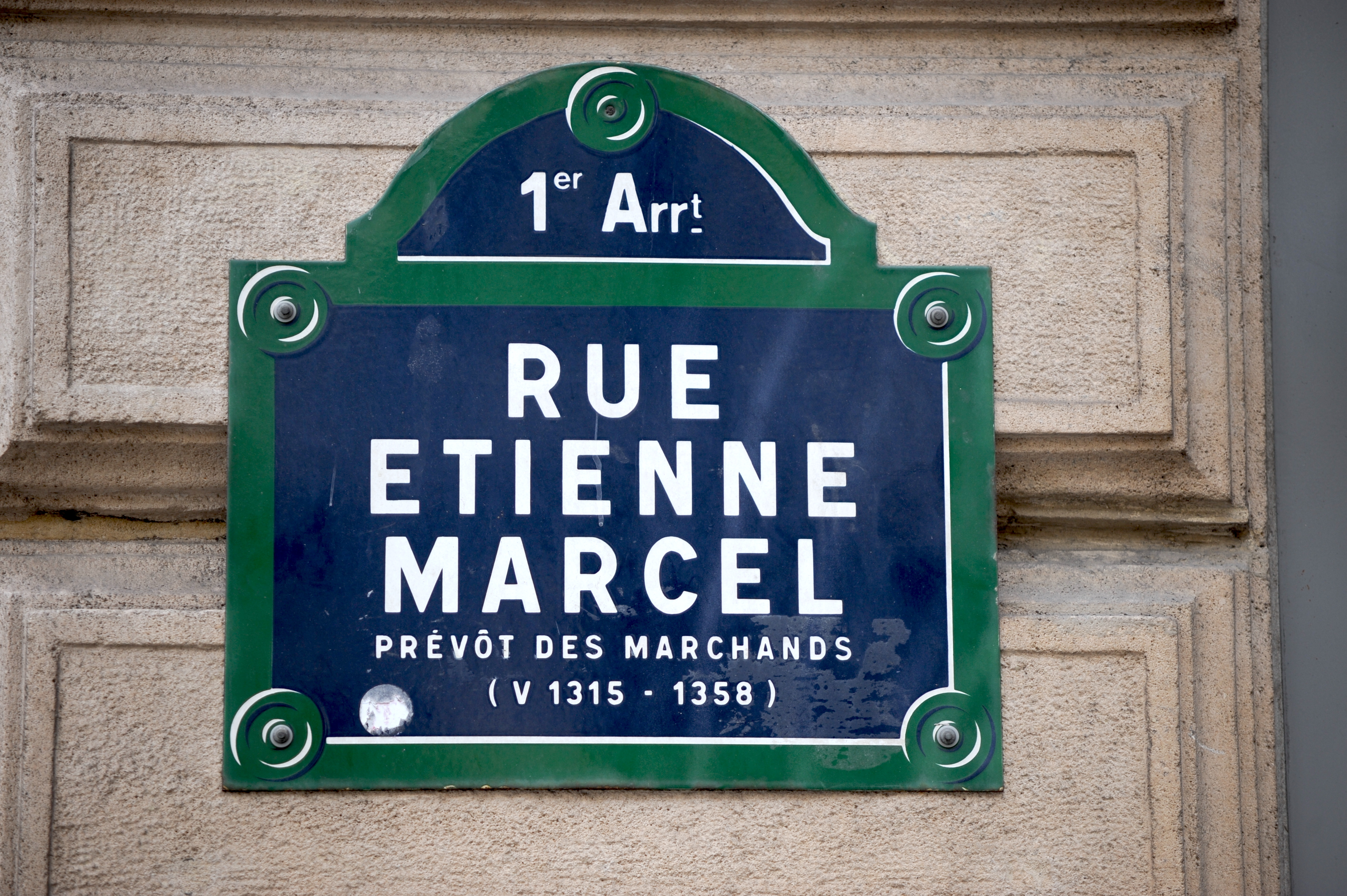
Plaque de la rue Étienne-Marcel, le 07 octobre 2009.

## Bâtiments remarquables et lieux de mémoire
- No 20 : tour Jean-sans-Peur, vestige de l'hôtel de Bourgogne ou hôtel de Mandosse et du rempart de Philippe Auguste. Cette tour rectangulaire est le seul vestige non reconstruit à Paris de l'architecture militaire et féodale du Moyen Âge;
- Au nos 36 à 44 : façade nord de la Poste centrale du Louvre dont l'entrée principale se trouve au no 52 de la rue du Louvre;
- Au no 46 se trouve un immeuble atypique confrontant trois rues : les rues Étienne-Marcel, du Louvre et d'Argout.
- Au no 47 : immeuble (XVIIIe s.) de l'ancienne rue Pagevin, rescapé de la suppression de cette rue dans les années 1880. Inscription gravée de l'ancien nom de rue sous une plaque contemporaine de la rue Etienne-Marcel.

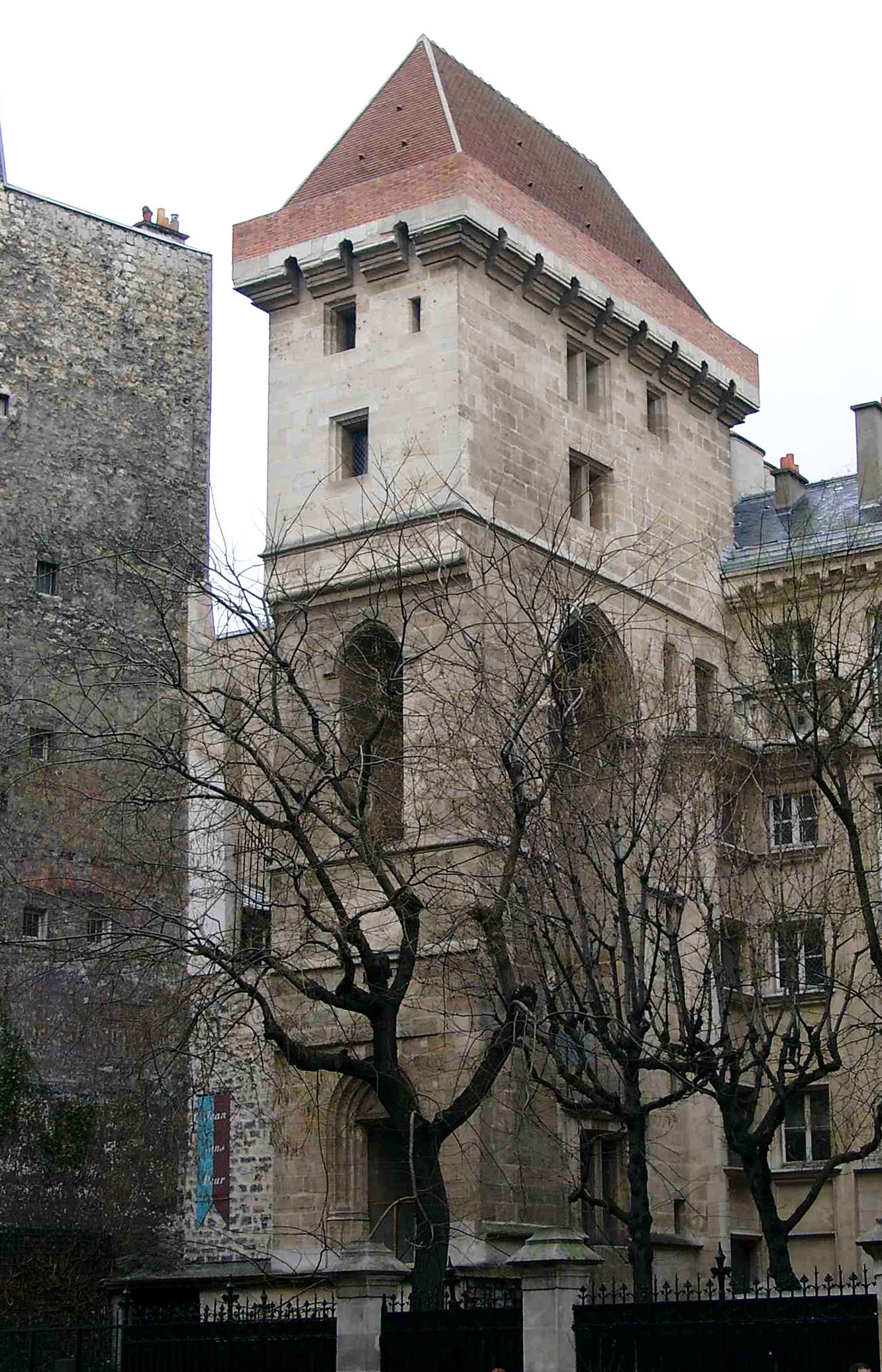
La tour Jean-sans-Peur.
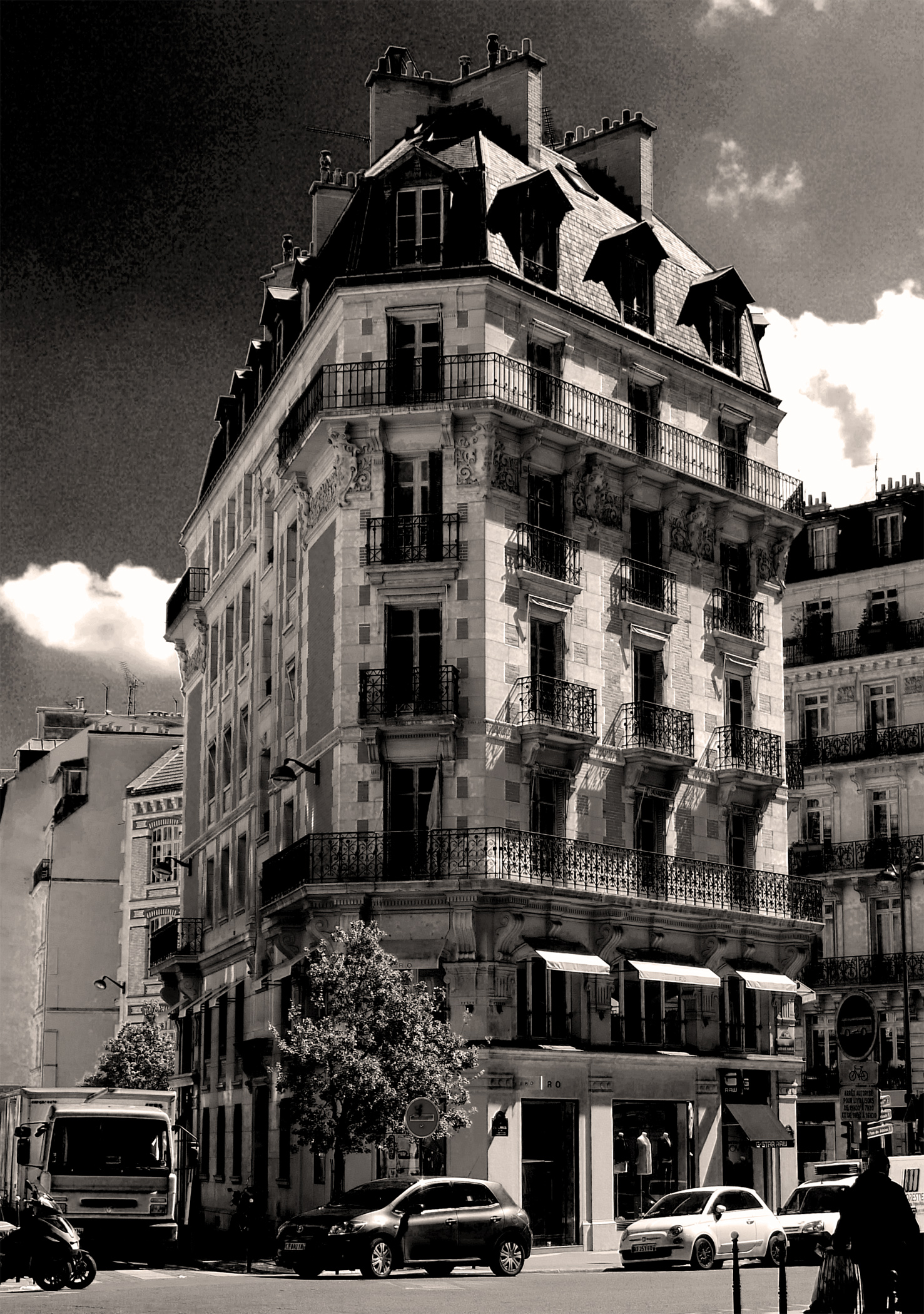
No 46.
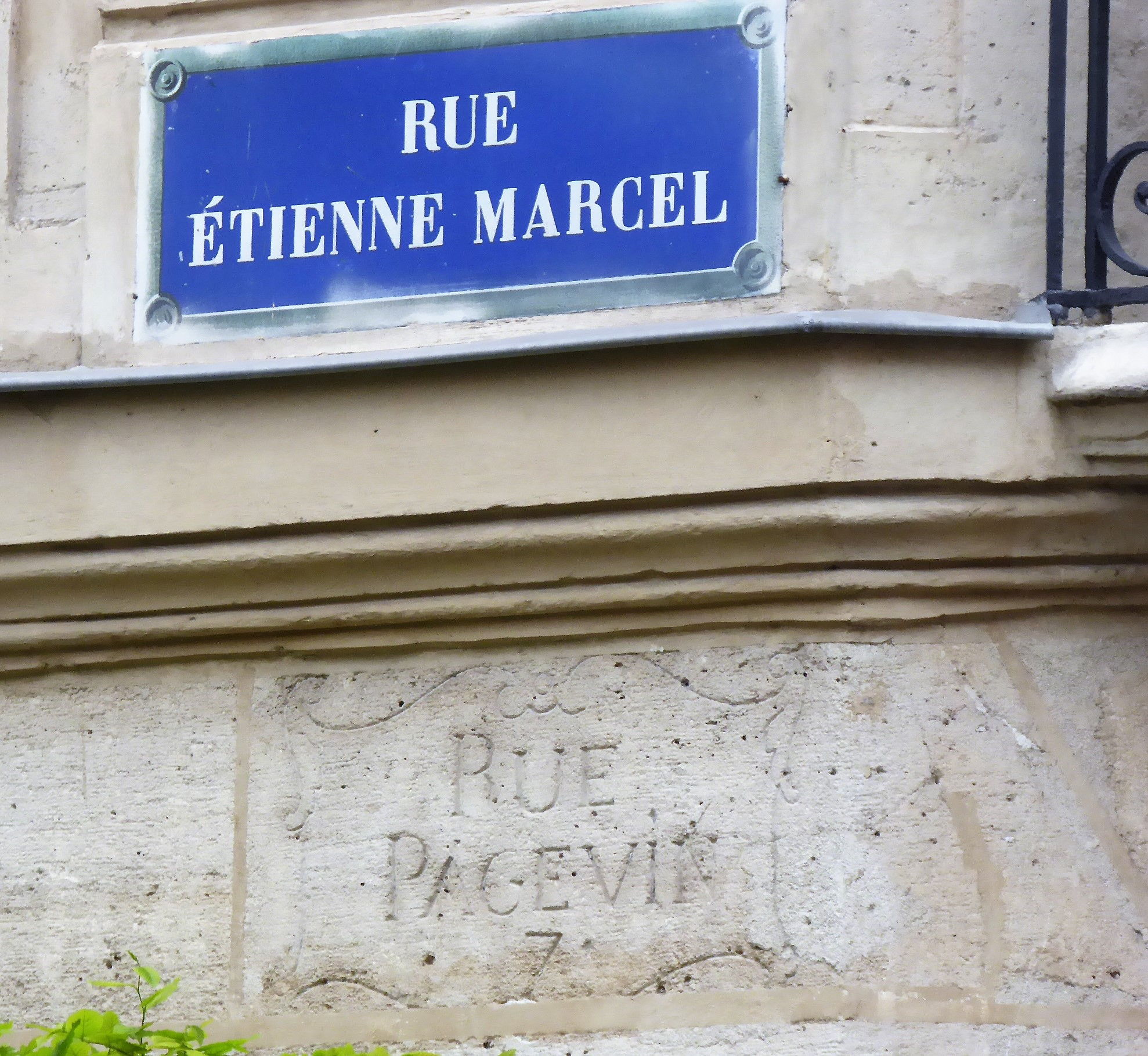
N° 47, inscription gravée du nom de l'ancienne rue Pagevin.

À l'extrémité occidentale de la rue se trouve la place des Victoires.

## Pour approfondir